# Zoriane (obwód żytomierski)
Zoriane (ukr. Зоряне) – wieś na Ukrainie, w obwodzie żytomierskim, w rejonie różyńskim. W 2001 roku liczyła 374 mieszkańców.
W pobliżu Zorianego i Zarudyńców odnaleziono ślady osadnictwa kultury czerniachowskiej.
Do 1964 roku miejscowość nosiła nazwę Rewucha (ukr. Ревуха).